# EHF Euro Cup
EHF Euro Cup ist ein europäischer Handballwettbewerb für Nationalmannschaften, veranstaltet von der Europäischen Handballföderation (EHF).
Im EHF Euro Cup spielen die für die jeweils nächste Handball-Europameisterschaft bereits automatisch qualifizierten Mannschaften, parallel zu den Qualifikationswettbewerben für diese Europameisterschaft, in einer Runde in Hin- und Rückspielen gegeneinander.

## Frauen
Den EHF Euro Cup 2022 in Vorbereitung der Europameisterschaft 2022 gewann der Europameister von 2020, Norwegen, vor den drei Co-Gastgebern Montenegro, Slowenien und Nordmazedonien.
Den Euro Cup 2024 gewann erneut Norwegen, der Europameister von 2022, vor den drei Co-Gastgebern Ungarn, Schweiz und Österreich.

## Männer
Das erste Turnier der Männer war der EHF Euro Cup 2020 und fand in Vorbereitung der Europameisterschaft 2020 statt. Es gewann Spanien vor Norwegen, Schweden und Österreich. Beim EHF Euro Cup 2022 siegte Ungarn vor Kroatien, Spanien und der Slowakei. Den EHF Euro Cup 2024 gewann Dänemark vor dem punktgleichen Schweden sowie Spanien und Deutschland.